# Бостинська сільська рада
Бостинська сільська́ ра́да (біл. Бастынскі сельсавет) — адміністративно-територіальна одиниця у складі Лунинецького району Берестейської області Білорусі. Адміністративний центр — село Бостинь.

## Склад
Населені пункти, що підпорядковувалися сільській раді станом на 2009 рік:
| Населений пункт | Тип   | Населення, осіб (2009) |
| --------------- | ----- | ---------------------- |
| Бостинь         | село  | 1342                   |
| Велута          | село  | 1192                   |
| Вишні           | село  | 5                      |
| Замошшя         | хутір | 9                      |
| Зановинське     | хутір | 7                      |
| Люща            | село  | 329                    |
| Новосілки       | село  | 104                    |

## Населення
За переписом населення Білорусі 2009 року чисельність населення сільської ради становила 2988 осіб.

### Національність
Розподіл населення за рідною національністю за даними перепису 2009 року:
| Національність            | Осіб | Відсоток |
| ------------------------- | ---- | -------- |
| білоруси                  | 2912 | 97,46 %  |
| росіяни                   | 43   | 1,44 %   |
| українці                  | 19   | 0,64 %   |
| поляки                    | 7    | 0,23 %   |
| литовці                   | 2    | 0,07 %   |
| національність не вказана | 2    | 0,07 %   |
| азербайджанці             | 1    | 0,03 %   |
| молдовани                 | 1    | 0,03 %   |
| чуваші                    | 1    | 0,03 %   |
| Разом                     | 2988 | 100 %    |